# Elin Pelin Point
Der Elin Pelin Point (englisch; bulgarisch нос Елин Пелин nos Elin Pelin) ist eine Landspitze an der Nordwestküste von Smith Island im Archipel der Südlichen Shetlandinseln. Sie liegt 4,5 km nordnordöstlich des Kap James.
Bulgarische Wissenschaftler kartierten sie 2008. Die bulgarische Kommission für Antarktische Geographische Namen benannte sie im selben Jahr nach dem Pseudonym des bulgarischen Schriftstellers Dimitar Stojanow (1877–1949).